# József von Lenhossék

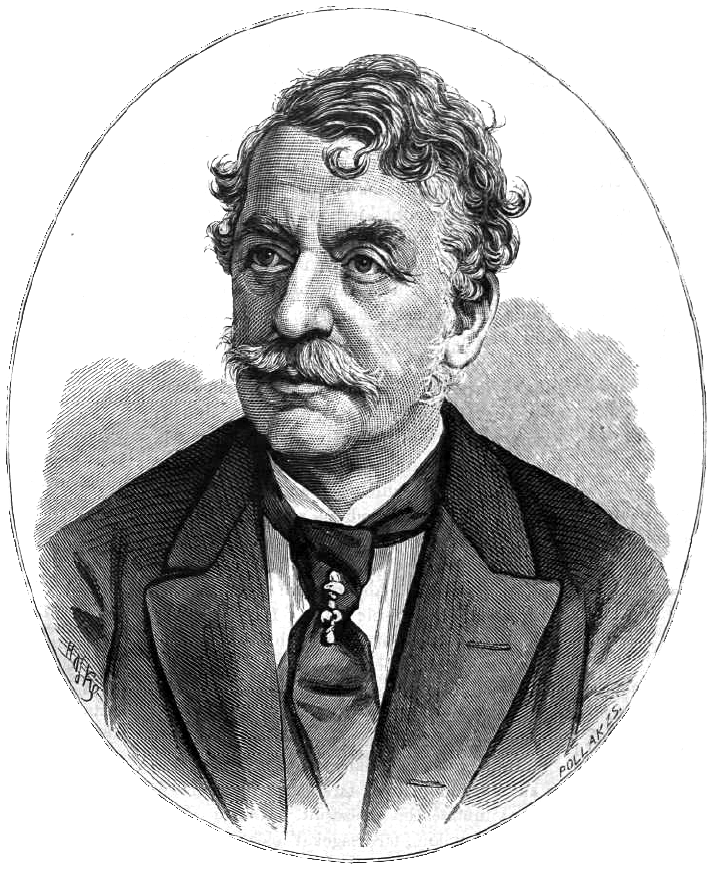
József von Lenhossék (1878)

József von Lenhossék (auch Joseph von Lenhossek; * 20. März 1818 in Ofen (Buda); † 2. Dezember 1888 in Budapest) war ein ungarischer Anatom, Neurologe und Hochschullehrer.

## Leben
Lenhossék bekam als Sohn des Medizinprofessors Mihály Ignác von Lenhossék bereits im Elternhaus eine gute Bildung auf den Weg. In Ofen und Waitzen erhielt er seine gymnasiale Bildung. Anschließend nahm er 1836 sein Medizinstudium an der Universität Pest auf. 1841 wurde er dort zum Dr. med. promoviert. Es folgten neun Jahre als Wissenschaftlicher Assistent an der Universität Pest, an deren Ende 1852 die Ernennung zum Privatdozenten der Anatomie stand. Er absolvierte Studienaufenthalte in Wien, Paris und London. Sein erster Aufenthalt in Wien führte ihn zum Anatomen Joseph Berres, sein zweiter Aufenthalt von 1852 bis 1854 dann zu den Professoren Josef Hyrtl und Ernst Brücke. Bei letzterem Aufenthalt dort widmete er sich vor allem seinen Studien des Zentralen Nervensystems.
Lenhossék ging 1854 an die Universität Klausenburg, an der er am Institut für Medizin zum Professor der Anatomie ernannt wurde. 1860 folgte er einem Ruf zurück an seine Ausbildungsstätte. Er wurde an der Universität Pest ordentlicher Professor für deskriptive und topographische Anatomie. Dieses Amt bekleidete er bis zu seinem Tod 1888. 1878/1879 war er zudem Rektor der Pester Universität.
Er war Mitglied der Gesellschaft Deutscher Naturforscher und Ärzte. 1858 bekam Lonhossék den Prix Monthyon der Académie française zuerkannt. 1864 wurde er korrespondierendes, 1873 dann ordentliches Mitglied der Ungarischen Akademie der Wissenschaften. 1878 wurde er zum korrespondierenden Mitglied der Göttinger Akademie der Wissenschaften gewählt. Im Jahr 1886 wurde er zum Mitglied der Deutschen Akademie der Naturforscher Leopoldina gewählt. Insbesondere seine Forschungen zum Rückenmark und zum Gehirn werden als bedeutend eingeschätzt. Seine Präparate erfreuten sich in der wissenschaftlichen Welt großer Beliebtheit. Unter anderem das Hunterian Museum of London kaufte ihm solche ab und stellte diese aus.
Der ungarische Anatom Mihály von Lenhossék war sein Sohn.

## Publikationen (Auswahl)
- Beiträge zur Erörterung der histologischen Verhältnisse des centralen Nervensystems, Gerold, Wien 1858.
- Neue Untersuchungen über den feineren Bau des centralen Nervensystems des Menschen: I. Medulla spinalis und deren bulbus rachit. Gerold, Wien 1858.
- Die künstlichen Schädelverbildungen im Allgemeinen und zwei künstlich verbildete makrocephale Schädel ausUngarn sowie ein Schädel der Barbarenzeit Ungarns, Budapest 1878.